# Newcastle, New South Wales
Newcastle (pronunțat /ˈnjuːˌkɑːsəl/) este un oraș portuar cu 290.000 loc. din statul New South Wales, Australia. El este amplasat la ca. 160 km nord de Sydney, la gura de vărsare a lui Hunter River în Pacific.

## Istoric
Prima încercare a englezilor din anul 1798 de a popula regiunea a eșuat. Necesitatea întemeierii unui port a început cu exploatarea masivă a cărbunelui. Regiunea va populată prin anul 1804, iar localitatea este denumită King's Town, numele de Newcastle îl va primi ulterior.

## Economie
Orașul deține în prezent un port mare pentru mărfuri, de unde se transportă cu vaporul produse metalurgice. La fel tot aici se află un aeroport și o linie de cale ferată cu capete de linie Sydney-Brisbane. Newcastle este legat de orașul Sydney și printr-o autostradă. Orașul este subîmpărțit în mai multe suburbii ca: Lake Macquarie City, Cessnock City, Maitland City și Port Stephens Council.

## Clima
| Date climatice pentru Newcastle | Date climatice pentru Newcastle | Date climatice pentru Newcastle | Date climatice pentru Newcastle | Date climatice pentru Newcastle | Date climatice pentru Newcastle | Date climatice pentru Newcastle | Date climatice pentru Newcastle | Date climatice pentru Newcastle | Date climatice pentru Newcastle | Date climatice pentru Newcastle | Date climatice pentru Newcastle | Date climatice pentru Newcastle | Date climatice pentru Newcastle |
| Luna                            | Ian                             | Feb                             | Mar                             | Apr                             | Mai                             | Iun                             | Iul                             | Aug                             | Sep                             | Oct                             | Nov                             | Dec                             | Anual                           |
| ------------------------------- | ------------------------------- | ------------------------------- | ------------------------------- | ------------------------------- | ------------------------------- | ------------------------------- | ------------------------------- | ------------------------------- | ------------------------------- | ------------------------------- | ------------------------------- | ------------------------------- | ------------------------------- |
| Maxima medie °C (°F)            | 25.6 (78,1)                     | 25.4 (77,7)                     | 24.7 (76,5)                     | 22.8 (73)                       | 20.0 (68)                       | 17.5 (63,5)                     | 16.7 (62,1)                     | 18.0 (64,4)                     | 20.2 (68,4)                     | 22.1 (71,8)                     | 23.5 (74,3)                     | 24.9 (76,8)                     | 21,8 (71,2)                     |
| Minima medie °C (°F)            | 19.2 (66,6)                     | 19.3 (66,7)                     | 18.3 (64,9)                     | 15.3 (59,5)                     | 12.0 (53,6)                     | 9.7 (49,5)                      | 8.4 (47,1)                      | 9.2 (48,6)                      | 11.4 (52,5)                     | 14.0 (57,2)                     | 16.1 (61)                       | 18.0 (64,4)                     | 14,2 (57,6)                     |
| Minima istorică °C (°F)         | 12.0 (53,6)                     | 10.3 (50,5)                     | 11.1 (52)                       | 7.4 (45,3)                      | 4.7 (40,5)                      | 3.0 (37,4)                      | 1.8 (35,2)                      | 3.3 (37,9)                      | 5.0 (41)                        | 6.5 (43,7)                      | 7.2 (45)                        | 11.0 (51,8)                     | 1,8 (35,2)                      |
| Precipitații mm (inches)        | 88.4 (3.48)                     | 107.9 (4.248)                   | 119.7 (4.713)                   | 116.0 (4.567)                   | 117.3 (4.618)                   | 117.1 (4.61)                    | 94.6 (3.724)                    | 73.6 (2.898)                    | 72.5 (2.854)                    | 72.9 (2.87)                     | 70.5 (2.776)                    | 81.1 (3.193)                    | 1.133,0 (44,606)                |
| Umiditate [%]                   | 72                              | 74                              | 72                              | 66                              | 64                              | 63                              | 59                              | 56                              | 59                              | 64                              | 68                              | 71                              | 66                              |
| Nr. de zile cu precipitații     | 11.1                            | 11.2                            | 12.4                            | 12.3                            | 12.6                            | 12.3                            | 11.2                            | 10.5                            | 10.0                            | 10.9                            | 10.8                            | 10.6                            | 135,9                           |
| Sursă: Bureau of Meteorology    |                                 |                                 |                                 |                                 |                                 |                                 |                                 |                                 |                                 |                                 |                                 |                                 |                                 |

## Personalități marcante
- Abbie Cornish, actriță